# Кров і вино
Кров і вино (англ. Blood and Wine) — американо-британський трилер 1996 року.

## Сюжет
Торговець вином Алекс Гейтс намагається підтримати свій бізнес. Він планує здійснити крадіжку діамантового намиста у одного з клієнтів. У цій справі йому допомагає коханка Габріела і зломщик сейфів Віктор. Все йде добре до тих пір, поки кинута дружина і пасинок не руйнують його плани і не тікають разом із здобиччю.

## У ролях
| Актор           | Роль                 |
| --------------- | -------------------- |
| Джек Ніколсон   | Алекс Гейтс          |
| Стівен Дорфф    | Джейсон              |
| Дженніфер Лопес | Габріела «Габбі»     |
| Джуді Девіс     | Сюзанна              |
| Майкл Кейн      | Віктор «Вік» Спанскі |
| Гарольд Перріно | Генрі                |
| Робін Пітерсон  | Діна Різ             |
| Майк Старр      | Майк                 |
| Джон Сайц       | містер Френк Різ     |
| Марк Маколей    | охорона              |
| Ден Дейлі       | Тодд                 |